# Gobemouche à demi-collier
Ficedula semitorquata
Espèce
Statut de conservation UICN

 LC  : Préoccupation mineure

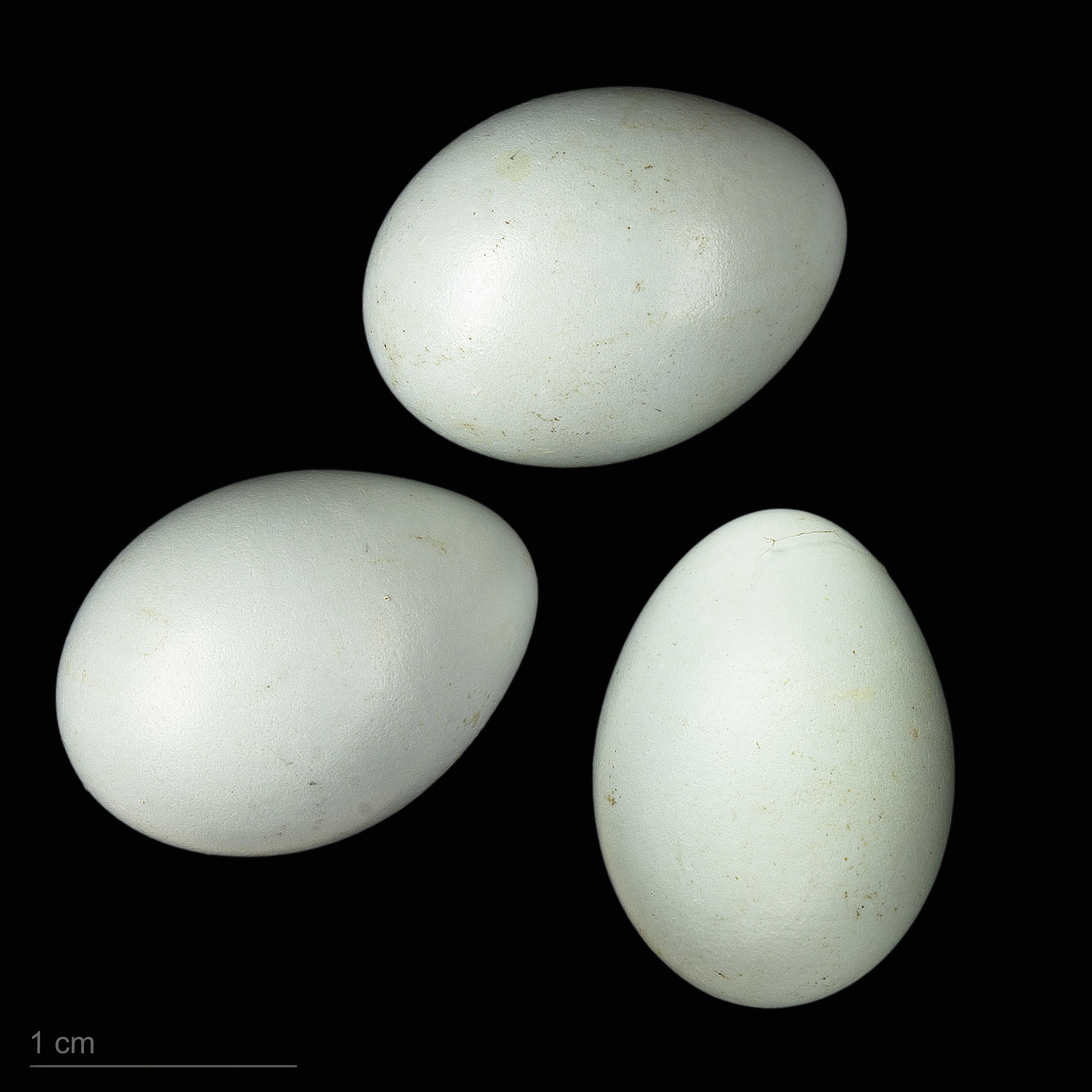
Oeufs de Ficedula semitorquata - Muséum de Toulouse

Le Gobemouche à demi-collier est une espèce de passereau appartenant à la famille des Muscicapidae.

## Répartition
Cet oiseau niche à travers les Balkans, de l'Anatolie, du Caucase et du nord-ouest de l'Iran ; il hiverne de part et d'autre du lac Victoria.

## Habitat
Son habitat est constitué de forêts de montagne (jusqu'à 2 000 m). L'espèce souffre de la destruction de son habitat.